# Earliella scabrosa
Earliella scabrosa är en svampart som först beskrevs av Christiaan Hendrik Persoon, och fick sitt nu gällande namn av Gilb. & Ryvarden 1985. Earliella scabrosa ingår i släktet Earliella och familjen Polyporaceae.   Inga underarter finns listade i Catalogue of Life.